# Алварис ди Азеведу, Мануэл Антониу
Мануэл Антониу Алварис ди Азеведу (порт. Manuel Antônio Álvares de Azevedo; 12 сентября 1831, Сан-Паулу — 25 апреля 1852, Рио-де-Жанейро, Бразилия) — бразильский прозаик, поэт, драматург и эссеист. Видный представитель тёмного романтизма в бразильской литературе.
Член Бразильской академии литературы.

## Биография
До 1846 года учился в колледже Педру II. Окончил юридический факультет Университета Сан-Паулу. В 1849 году основал журнал «Sociedade Ensaio Filosófico Paulistano», издание которого прекратилось в 1856 году.
Имея слабое здоровье, заболел туберкулёзом. Переехал на ферму своего деда близ Рио, где погода была более теплой, там во время конной прогулки упал с лошади и получил серьёзную травму. После неудачной операции умер в возрасте 20 лет. Был похоронен на кладбище Святого Иоанна Крестителя в Рио-де-Жанейро.

## Творчество
Автор ряда произведений в жанре готической литературы. В его творчестве ощутимо влияние Гёте, Ламартина, Мюссе, Шатобриана, но прежде всего лорда Байрона.
Алварис ди Азеведу — один из наиболее ярких представителей «байронического» течения в бразильском романтизме, которое характеризуется эгоцентризмом, нигилизмом, пессимизмом и сомнением, юношеским крушением иллюзий и усталостью. Любимой темой писателя был уход от реальности, выраженный в образах идеализированного детства, грёзах о юных девах и воспевании смерти.
Его творчеству присущи романтические мотивы одиночества и меланхолии — циклы интимной лирики «Лира в двадцать лет», «Разные стихи». В цикле рассказов «Ночь в таверне», пьесах «Макариу», «Люди богемы» и других звучат мотивы анархичного бунта.
Произведения, при жизни поэта известные лишь в списках, были изданы посмертно («Сочинения», т. 1—3, 1855). Спустя много лет его произведения стали культовыми, особенно среди молодёжи готической субкультуры.

## Избранные сочинения
- Lira dos Vinte Anos, 1853 (поэтическая антология);
- Macário, 1855 (театральная пьеса);
- Noite na Taverna, 1855 (сборник рассказов);
- O Conde Lopo, 1886 (поэма);
- O Poema do Frade, 1890 (поэма);
- Obras completas, v. 1—2, S. Paulo, 1942;
- Poesias completas, S. Paulo, 1957;
- Poesia, 4 ed., Rio de J., 1974.